# Adrienne Iven
Adrienne Natacha Iven Mihamle (* 9. März 1983 in Yaoundé) ist eine kamerunische Fußballspielerin.

## Karriere
Mihamle startete ihre Karriere bei Canon de Yaoundé. Nach mehreren Jahren bei Canon de Yaoundé wechselte sie im Frühjahr 2011 zum Ligarivalen Louves Minproff de Yaoundé.
Am 9. August 2012 verkündete der serbische Erstligist ŽFK Spartak Jaffa die Verpflichtung der Stürmerin, gemeinsam mit ihrer Landsfrau Claudine Meffometo. Mihamle gab ihr Debüt in der Qualifikation für die UEFA Women’s Champions League 2012.

## International
Im Juli 2012 wurde sie für die olympischen Sommerspiele 2012 in London nominiert und kam bei dem Turnier zu zwei Einsätzen.